# Johann Carl Friedrich Meyer

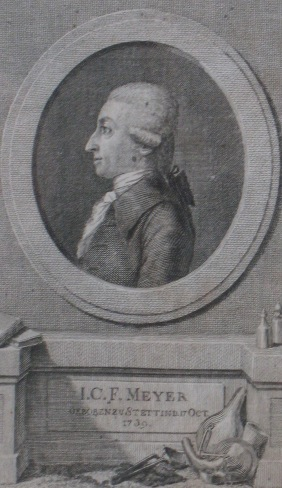
Johann Carl Friedrich Meyer in einem anonymen Kupferstich

Johann Carl Friedrich Meyer (* 17. Oktober 1739 in Stettin; † 20. Februar 1811 in Berlin) war ein deutscher Apotheker und Chemiker. Als Inhaber der Hof- und Garnisonsapotheke in Stettin war er auch als forschender Chemiker tätig und engagierte sich berufspolitisch für den Apothekerstand.

## Leben
Meyer entstammte einer Stettiner Apothekerfamilie. Bereits sein Vater (* 1695, † 1759) war seit 1728 Hof- und Garnisonsapotheker in Stettin, seine Mutter, Maria Elisabeth Werneberg, war die Tochter eines Berliner Apothekers, Besitzer der polnischen Apotheke in Berlin-Dorotheenstadt. Nach der Lehrzeit in der väterlichen Apotheke erweiterte er seine Kenntnisse bei Andreas Sigismund Marggraf in Berlin und ging dann nach Uppsala in Schweden, wo er bei Torbern Olof Bergman seine Studien fortsetzte. In Uppsala hörte er auch Vorlesungen bei Carl von Linné.
1760 übernahm er nach dem Tode des Vaters die Apotheke in Stettin. 1782 gründete er daneben mit staatlichen Subventionen eine Fabrik zur Herstellung von Franzbranntwein und Likören; im Jahre 1796 wurden hier 15 Arbeiter beschäftigt. Ab 1795 stellte er auch künstliches Mineralwasser her.
Als selbständiger Apotheker widmete er sich weiterhin seinen chemischen Studien und veröffentlichte über dreißig wissenschaftliche Texte, insbesondere in den Chemischen Annalen. Er arbeitete insbesondere über Eisen, Flusssäure und Kieselerde. Gleichzeitig pflegte er seine Kontakte nach Schweden (so sind acht Briefe Meyers an Carl von Linné bekannt) und verhalf den Forschungsergebnissen schwedischer Chemiker zu größerer Bekanntheit in Deutschland. Durch seine wissenschaftliche Arbeit wurde er Mitglied der Leopoldina, der Königlich-Preußischen Akademie der Wissenschaften und auswärtiges Mitglied der Kaiserlich-Russischen Akademie der Wissenschaften. Ferner war er auswärtiges Mitglied der Gesellschaft Naturforschender Freunde zu Berlin. Später nahm seine berufspolitische Arbeit, so als Mitglied des Pommerschen Medizinalkollegiums seit 1775, mehr Zeit in Anspruch. Er setzte sich für eine wissenschaftliche Ausbildung der Apotheker und deren selbständige Stellung gegenüber den Ärzten, für die gesteuerte Neugründung von Apotheken und für auskömmliche Arzneimittelpreise ein.
Seine Naturaliensammlung war eine der Sehenswürdigkeiten Stettins, die von gebildeten Fremden besucht wurden.
Meyer heiratete 1765 in Nürnberg Maria Susanne Beurer, Tochter des Nürnberger Apothekers und Naturforschers Johann Ambrosius Beurer. Seine Frau starb 1785 in Stettin. Seine Fabrik verkaufte er 1803 an den Sohn seiner Schwester, die Apotheke 1805 an einen aus Berlin kommenden Apotheker.
1811 wurde Meyer für Pommern Mitglied der Landesdeputierten-Versammlung. Hierzu reiste nach Berlin, wo er aber am 20. Februar 1811, und somit noch vor deren Eröffnung am 23. Februar 1811, starb.
Sein Sohn Heinrich Meyer (* 1767; † 1828), Arzt in Berlin, ehelichte Sophie Gedike, Tochter des preußischen Schulreformers Friedrich Gedike.

## Ehrungen
Die Pflanzengattung Meyeria DC. aus der Familie der Korbblütler (Asteraceae) ist benannt nach Carl Anton von Meyer, Johann Carl Friedrich Meyer, Friedrich Albrecht Anton Meyer, Georg Friedrich Wilhelm Meyer und Ernst Heinrich Friedrich Meyer.

## Verweise